# Saint-Généroux
Saint-Généroux és un municipi francès situat al departament de Deux-Sèvres i a la regió de la Nova Aquitània. L'any 2007 tenia 324 habitants.

## Demografia

### Població
El 2007 la població de fet de Saint-Généroux era de 324 persones. Hi havia 135 famílies de les quals 27 eren unipersonals (24 homes vivint sols i 3 dones vivint soles), 59 parelles sense fills, 42 parelles amb fills i 7 famílies monoparentals amb fills.
La població ha evolucionat segons el següent gràfic:
Habitants censats

### Habitatges
El 2007 hi havia 183 habitatges, 136 eren l'habitatge principal de la família, 38 eren segones residències i 9 estaven desocupats. 181 eren cases i 1 era un apartament. Dels 136 habitatges principals, 112 estaven ocupats pels seus propietaris, 20 estaven llogats i ocupats pels llogaters i 3 estaven cedits a títol gratuït; 10 tenien dues cambres, 17 en tenien tres, 28 en tenien quatre i 81 en tenien cinc o més. 115 habitatges disposaven pel capbaix d'una plaça de pàrquing. A 57 habitatges hi havia un automòbil i a 69 n'hi havia dos o més.

### Piràmide de població
La piràmide de població per edats i sexe el 2009 era:
| Homes | Edats   | Dones |
| ----- | ------- | ----- |
| 0     | 95 o +  | 0     |
| 0     | 90 a 94 | 0     |
| 0     | 85 a 89 | 4     |
| 4     | 80 a 84 | 4     |
| 16    | 75 a 79 | 4     |
| 4     | 70 a 74 | 12    |
| 8     | 65 a 69 | 4     |
| 12    | 60 a 64 | 12    |
| 8     | 55 a 59 | 8     |
| 12    | 50 a 54 | 12    |
| 16    | 45 a 49 | 12    |
| 12    | 40 a 44 | 12    |
| 8     | 35 a 39 | 20    |
| 12    | 30 a 34 | 4     |
| 16    | 25 a 29 | 4     |
| 4     | 20 a 24 | 8     |
| 12    | 15 a 19 | 12    |
| 16    | 10 a 14 | 8     |
| 8     | 5 a 9   | 12    |
| 4     | 0 a 4   | 0     |

## Economia
El 2007 la població en edat de treballar era de 208 persones, 156 eren actives i 52 eren inactives. De les 156 persones actives 143 estaven ocupades (80 homes i 63 dones) i 13 estaven aturades (5 homes i 8 dones). De les 52 persones inactives 28 estaven jubilades, 14 estaven estudiant i 10 estaven classificades com a «altres inactius».

### Ingressos
El 2009 a Saint-Généroux hi havia 152 unitats fiscals que integraven 355,5 persones, la mediana anual d'ingressos fiscals per persona era de 18.585 €.

### Activitats econòmiques
Dels 10 establiments que hi havia el 2007, 1 era d'una empresa de fabricació d'altres productes industrials, 2 d'empreses de construcció, 2 d'empreses de comerç i reparació d'automòbils, 2 d'empreses d'hostatgeria i restauració i 3 d'empreses de serveis.
Dels 4 establiments de servei als particulars que hi havia el 2009, 1 era un paleta, 1 lampisteria i 2 restaurants.
L'any 2000 a Saint-Généroux hi havia 12 explotacions agrícoles que ocupaven un total de 999 hectàrees.

## Poblacions més properes
El següent diagrama mostra les poblacions més properes.